# Gustav Kunze

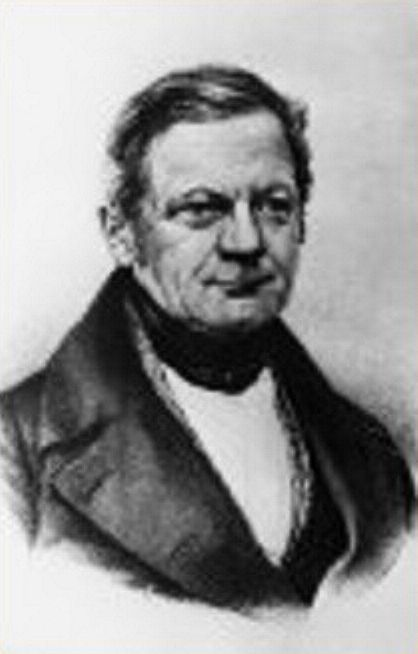
Gustav Kunze

Gustav Kunze (* 4. Oktober 1793 in Leipzig; † 30. April 1851 ebenda) war ein deutscher Botaniker, Bryologe, Spongiologe, Entomologe und Arzt. Sein botanisches Autorenkürzel lautet „Kunze“.

## Leben und Wirken
1813 schrieb sich Kunze in die Universität Leipzig ein. 1819 wurde er zum Doktor der Medizin promoviert. Bereits während seines Studiums unternahm er wissenschaftliche Exkursionen durch Deutschland, dessen Resultate er 1817 in Band 1 der „Mykologischen Hefte“ beschrieb. 1815 verfasste er für diverse Hefte Artikel über Schwämme. 1818 wurden die „Entomologischen Fragmente“ in den „Neuen Schriften der Naturforschenden Gesellschaft zu Halle“ veröffentlicht. Kunze genoss schon früh einen sehr guten Ruf als Botaniker, so dass er ab 1817 Mitglied in der Wernerian Natural History Society in Edinburgh wurde. 1818 folgte die Mitgliedschaft in der Botanischen Gesellschaft zu Regensburg, 1819 in der Gesellschaft der Naturforscher zu Moskau und in der Folgezeit Mitgliedschaften in über 20 weiteren wissenschaftlichen Gesellschaften in Deutschland, Frankreich, Belgien, Schweden und Italien. 1820 wurde er Mitglied der Leopoldina. 1818 war er Mitbegründer der Naturforschenden Gesellschaft zu Leipzig und ab 1822 deren Sekretär. Im selben Jahr wurde er außerordentlicher Professor der Medizin und einige Jahre später Kurator und Bibliothekar an der Vereinten Gehlerschen Medicinischen Bibliothek zu Leipzig. Diese Position bekleidete er bis 1848. 1835 wurde er außerordentlicher Professor und 1845 ordentlicher Professor für Botanik. 1837 übernahm er die Direktion des Botanischen Gartens der Universität Leipzig, die er bis zu seinem Tode behielt.
Kunzes botanischer Forschungsschwerpunkt waren die Farne, über die er zwischen 1840 und 1851 das zweibändige Werk „Die Farnkräuter in kolorirten Abbildungen naturgetreu erläutert und beschrieben – Schkuhr’s Farnkräuter“ verfasste. Diese Ausführungen gelten als eine der ersten ausführlichen Systematiken über die Kryptogamen.
Neben seiner botanischen Arbeit betrieb Kunze auch entomologische Studien. So verfasste er 1818 eine Monographie über die Gattung der Rohrkäfer (Donacia), beschrieb im selben Jahr die Käfergattung Zeugophora und veröffentlichte im Jahre 1822 gemeinsam mit Philipp Wilbrand Jacob Müller die Monographie der Ameisenkäfer (Scydmaenus Latr.).

## Dedikationsnamen
Der Naturwissenschaftler Ludwig Reichenbach benannte die australische Pflanzengattung Kunzea aus der Familie der Myrtengewächse (Myrtaceae) zu Ehren von Gustav Kunze.

## Schriften (Auswahl)
- Beiträge zur Monographie der Rohrkäfer. In: Neue Schriften der Naturforschenden Gesellschaft zu Halle. Bd. 2 (1818), H. 4, S. 1–56.
- Zeugophora (Jochträger) eine neue Käfergattung. In: Neue Schriften der Naturforschenden Gesellschaft zu Halle. Bd. 2 (1818), H. 4, S. 71–76.
- De dysphagia, inprimis oesophagea a caussis organicis adiecta nova morbi historia tabulaque aenea. Dissertatio Inauguralis pathologico-anatomica. Leipzig 1819.
- mit Philipp Wilbrand Jacob Müller: Monographie der Ameisenkäfer (Scydmaenus Latr.). Leipzig 1822.
- Plantarum acotyledonearum Africae australioris recensio nova. Leipzig 1836.
- Die Farnkräuter in kolorirten Abbildungen naturgetreu erläutert und beschrieben. Bd. 1 (Lieferung 1–10). Leipzig 1840–1847.
- Die Farnkräuter in kolorirten Abbildungen naturgetreu erläutert und beschrieben. Bd. 2 (Lieferung 11–14). Leipzig 1848–1851.